# Чильчи (река)
Чи́льчи — река в Амурской области России, правый приток реки Нюкжи. Протекает по территории Тындинского района.

## Гидроним
Существует несколько вариантов происхождения названия: от эвенкийского чильчапча — выгибать полозья нарт из березы или от чилчи — человек с дефектами речи (картавый). Такое образное название определяет характер течения реки, шум которой напоминал эвенкам речь картавого человека. Другой вариант — Чилчагир — эвенкийский род.

## Гидрология
Длина реки составляет 128 км. Исток реки находится на высоте около 1460 м на южном склоне Станового хребта. Площадь водосборного бассейна насчитывает 2140 км². Река замерзает в октябре и остаётся под ледяным покровом до мая. Питание преимущественно дождевое.
Ширина реки в нижнем течении — 36—60 метров, глубина — 0,6—1,8 метра, скорость течения — 1,5—1,8 м/с, дно каменистое.

## Притоки
Объекты перечислены по порядку от устья к истоку.
- 11 км: река без названия
- 15 км: река без названия
- 27 км: река без названия
- 41 км: Нижний Сирик
- 47 км: река без названия
- 52 км: река без названия
- 56 км: Снежный
- 57 км: Последний
- 68 км: река без названия
- 70 км: Верхний Сирик
- 76 км: река без названия
- 79 км: река без названия
- 83 км: река без названия
- 102 км: река без названия

## Топографические карты
- Лист карты O-51-XXVII. Масштаб: 1 : 200 000. Указать дату выпуска/состояния местности.
- Лист карты O-51-137 устье  р  Чильчи. Масштаб: 1 : 100 000. Состояние местности на 1967 год. Издание 1986 г.